# Business Woman
Business Woman este o revistă din România dedicată femeilor de carieră, deținută de grupul de publicații The Marketer.
A fost lansată la data de 13 martie 2008, având pe Andreea Marin Bănică în funcția de Director Editorial și pe Irina Ionescu în cea de redactor-șef.
Revista acoperă atât subiectele tradiționale pentru o publicație adresată femeilor - stil de viață, timp liber și divertisment - cât și materiale pe teme de afaceri și carieră.
Grupul The Marketer mai include publicația The Marketer și anuarele „33 Romanian Business Men Executives Hall of Fame” și „33 Romanian Business Women Hall of Fame”.